# V549 Андромеды
V549 Андромеды (лат. V549 Andromedae) — двойная затменная переменная звезда типа W Большой Медведицы (EW) в созвездии Андромеды на расстоянии приблизительно 2814 световых лет (около 863 парсеков) от Солнца. Видимая звёздная величина звезды — от +14,35m до +13,9m. Орбитальный период — около 0,316 суток (7,5832 часов).

## Характеристики
Первый компонент — жёлтый карлик спектрального класса G. Радиус — около 1,37 солнечного, светимость — около 1,385 солнечной. Эффективная температура — около 5349 K.
Второй компонент — жёлтый карлик спектрального класса G.